# ديك هاريسون (أستاذ جامعي)
ديك هاريسون (بالسويدية: Dick Harrison)‏ هو مؤرخ سويدي، ولد في 10 أبريل 1966 في Huddinge Municipality ‏ في السويد.